# The Breeze: An Appreciation of JJ Cale
The Breeze: An Appreciation of JJ Cale es un álbum de estudio del músico británico Eric Clapton, publicado por la compañía discográfica Surfdog Records en julio de 2014. El álbum, acreditado a Eric Clapton & Friends, es un homenaje póstumo a su amigo y colaborador JJ Cale, quien falleció el 26 de julio de 2013 a los 74 años a causa de un infarto. El disco contó con la colaboración de músicos como Willie Nelson, Tom Petty, Mark Knopfler y John Mayer, entre otros.
El álbum debutó en el puesto dos de la lista estadounidense Billboard 200, solo superado por el álbum de Tom Petty & The Heartbreakers Hypnotic Eye, el mejor registro para un álbum de Clapton desde el lanzamiento de From the Cradle. En el Reino Unido, alcanzó el puesto tres de la lista UK Albums Chart.

## Lista de canciones
Todas las canciones escritas y compuestas por JJ Cale excepto donde se anota. 
| N.º | Título                                                           | Escritor(es)                  | Duración |  |
| 1.  | «Call Me the Breeze» (Eric Clapton)                              |                               | 3:07     |  |
| 2.  | «Rock and Roll Records» (Eric Clapton y Tom Petty)               |                               | 2:19     |  |
| 3.  | «Someday» (Mark Knopfler)                                        | JJ Cale, Walt Richmond        | 3:48     |  |
| 4.  | «Lies» (John Mayer y Eric Clapton)                               |                               | 3:07     |  |
| 5.  | «Sensitive Kind» (Don White)                                     |                               | 5:17     |  |
| 6.  | «Cajun Moon» (Eric Clapton)                                      |                               | 2:28     |  |
| 7.  | «Magnolia» (John Mayer)                                          |                               | 3:42     |  |
| 8.  | «I Got the Same Old Blues» (Tom Petty y Eric Clapton)            |                               | 3:03     |  |
| 9.  | «Songbird» (Willie Nelson y Eric Clapton)                        |                               | 2:56     |  |
| 10. | «Since You Said Goodbye» (Eric Clapton)                          |                               | 3:01     |  |
| 11. | «I'll Be There (If You Ever Want Me)» (Don White y Eric Clapton) | Rusty Gabbard, Ray Price      | 2:37     |  |
| 12. | «The Old Man and Me» (Tom Petty)                                 |                               | 2:57     |  |
| 13. | «Train to Nowhere» (Mark Knopfler, Don White y Eric Clapton)     |                               | 4:51     |  |
| 14. | «Starbound» (Willie Nelson)                                      |                               | 2:03     |  |
| 15. | «Don't Wait» (Eric Clapton y John Mayer)                         | J.J. Cale, Christine Lakeland | 2:47     |  |
| 16. | «Crying Eyes» (Eric Clapton y Christine Lakeland)                |                               | 3:51     |  |

## Personal
- Eric Clapton: voz, guitarra y dobro
- Tom Petty: voz
- Mark Knopfler: voz y guitarra
- John Mayer: voz y guitarra
- Willie Nelson: voz y guitarra
- Don White: voz y guitarra
- Reggie Young: guitarra
- Derek Trucks: guitarra
- Albert Lee: guitarra
- David Lindley: guitarra
- Don Preston: guitarra
- Christine Lakeland: guitarra y voz
- Doyle Bramhall II: guitarra
- Greg Leisz: pedal steel guitar
- Jimmy Markham: armónica
- Mickey Raphael: armónica
- Michelle John: coros
- Sharon White: coros
- James Cruce: batería
- Jim Karstein: batería
- Jamie Oldaker: batería
- David Teegarden: batería
- Simon Climie: teclados, órgano, piano, percusión y coros
- Nathan East: bajo
- Jim Keltner: batería
- Walt Richmond: teclados, órgano y piano

## Posición en listas
| País              | Lista                      | Posición |
| ----------------- | -------------------------- | -------- |
| Alemania          | Media Control Top-50 Chart | 6        |
| Australia         | ARIA Albums Chart          | 17       |
| Austria           | Ö3 Austria Top 40          | 6        |
| Bélgica (Valonia) | Ultratop 200 Albums        | 7        |
| Bélgica (Flandes) | Ultratop 200 Albums        | 5        |
| Dinamarca         | Danish Albums Chart        | 1        |
| España            | Spanish Albums Chart       | 13       |
| Estados Unidos    | Billboard 200              | 2        |
| Finlandia         | Finnish Albums Chart       | 20       |
| Italia            | Italian Albums Top 100     | 11       |
| Nueva Zelanda     | New Zealand Albums Chart   | 3        |
| Países Bajos      | Mega Albums Top 100        | 1        |
| Reino Unido       | UK Albums Chart            | 3        |
| Suiza             | Hit Parade Top 100         | 12       |